# Yan Fu

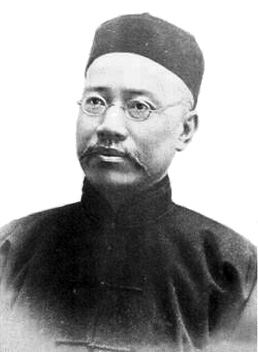
Yan Fu (1853–1921)

Yan Fu (chino simplificado: 严复; chino tradicional: 嚴復; pinyin: Yán Fù; Wade-Giles: Yen² Fu⁴; nombre de cortesía: Ji Dao, 幾道; 8 de enero de 1854 - 27 de octubre de 1921) fue un oficial militar chino, editor de periódicos, traductor y escritor. Es famoso por haber introducido en China las ideas occidentales, incluida la "selección natural" de Darwin, a finales del siglo XIX.

## Vida y pensamiento
Fue uno de los primeros intelectuales chinos que tuvo una experiencia directa de Occidente pues estudió dos años en Inglaterra. Tradujo obras de Herbert Spencer, John Stuart Mill, Adam Smith y T. H. Huxley, autores que así pudieron se conocidos en China. Asimismo escribió sobre las acusadas diferencias que existían entre China y Occidente:

China valora enormemente los Tres Vínculos [familiares], mientras que los occidentales dan prioridad a la igualdad. China valora a los familiares, mientras que los occidentales estiman a las personas ilustres. China gobierna el reino mediante la devoción filial, mientras que los occidentales gobiernan el reino con imparcialidad. China valora al soberano, mientras que los occidentales estiman al pueblo. China valora el Camino único, mientras que los occidentales prefieren la diversidad. [...] En el saber, los chinos elogian la amplitud de la sabiduría, mientras que los occidentales confían en la fuerza de las personas.

Consciente de la amenaza que suponía para la supervivencia de China el imperialismo occidental —«Nos esclavizarán y entorpecerán el desarrollo de nuestro espíritu y nuestro cuerpo», escribió—, hacia 1895 lanzó un diario y una revista en Tianjin, donde era presidente de la academia naval. Para explicar la subordinación de China a Occidente y buscar una respuesta asumió la teoría del darwinismo social:

Las razas compiten con las razas, y forman grupos y Estados, de modo que esos grupos y Estados pueden competir entre sí. Los débiles serán  devorados por los fuertes, los estúpidos serán esclavizados por los inteligentes. [...] A diferencia del resto de los animales, los hombres luchan con ejércitos, y no uñas y dientes. [...] Se trata de la lucha por la existencia, que conduce a la selección natural y a la supervivencia de los más aptos, —y de ahí, dentro del ámbito humano, a la máxima realización de las capacidades humanas.

Yan proponía que China adoptara el modelo europeo del Estado-nación, por el que los chino dejarían de ser súbditos y se convertirían en ciudadanos. Así, al igual que los occidentales los chinos debían aprender «a vivir juntos, a comunicarse unos con otros, a confiar los unos en los otros, y a crear leyes e instituciones, ritos y rituales para ese fin». «Debemos encontrar una forma de lograr que todo el mundo asuma la nación como suya», afirmó.
Sin embargo, al final de su vida, especialmente tras la Primera Guerra Mundial y la Conferencia de Paz de París (1919) que le siguió en la que China no obtuvo ninguna de sus reivindicaciones a pesar de haberse unido a los aliados vencedores, puso en cuestión su anterior fascinación por los ideales políticos occidentales. «A medida que me voy haciendo viejo... he ido llegando a la conclusión de que el progreso de Occidente durante los últimos trescientos años tan sólo ha conducido al egoísmo, a las matanzas, a la corrupción y a la desvergüenza», escribió.
El 27 de octubre de 1921, tras regresar a su casa de Fuzhou sólo un año antes para recuperarse de su asma recurrente, Yan Fu murió a los 67 años.

## Teoría de la traducción

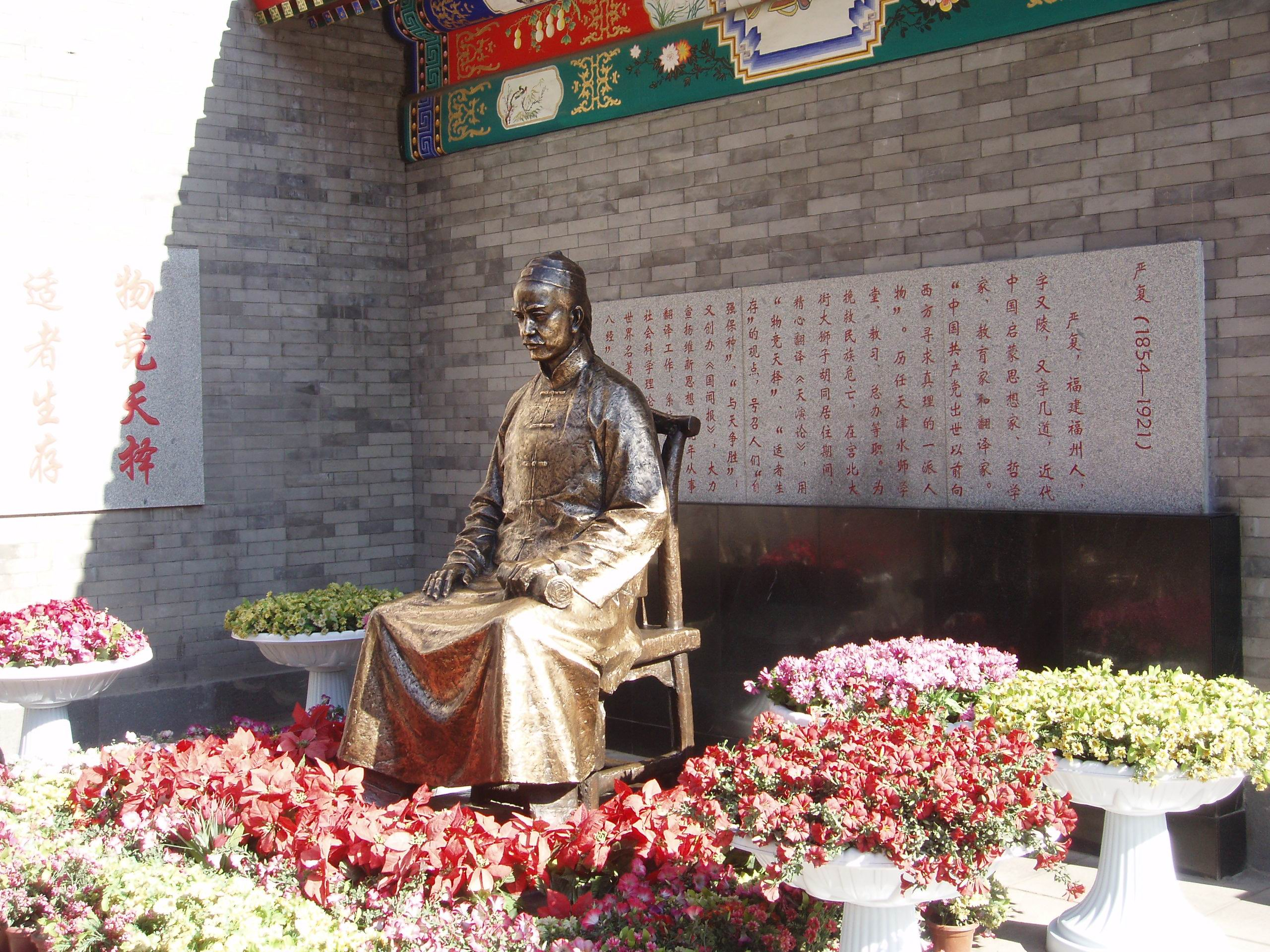
Estatua de Yan Fu en Tianjin.

Yan afirmó en el prefacio a su traducción de Evolución y ética (天演論) que "hay tres dificultades en la traducción: fidelidad, expresividad y elegancia" (譯事三難：信達雅). No las estableció como normas generales de traducción ni dijo que fueran independientes entre sí. Sin embargo, desde la publicación de esa obra, la frase "fidelidad, expresividad y elegancia" se ha atribuido a Yan Fu como norma de toda buena traducción y se ha convertido en un cliché en los círculos académicos chinos, dando lugar a numerosos debates y tesis. Algunos estudiosos sostienen que esta máxima procede en realidad del teórico escocés de la traducción Alexander Fraser Tytler.
Aunque la prosa clásica de Yan Fu hacía todo lo posible por cumplir las normas de "fidelidad, expresividad y elegancia", hubo quien criticó sus obras por no ser accesibles a las generaciones más jóvenes. En particular, un famoso liberal del Movimiento del Cuatro de Mayo, Cai Yuanpei, declaró en un artículo escrito en 1924: "...[Las traducciones de Yan Fu]... parecen anticuadas y su estilo literario es difícil de comprender, pero el nivel con el que seleccionaba los libros y la forma en que los traducía son muy admirables incluso hoy en día". Otras críticas a su obra surgieron a medida que los eruditos chinos fueron tomando conciencia del saber occidental.

## Convocatoria contra la escritura estereotipada
Yan Fu presentó el requisito de "abolir la escritura estereotipada" en su "Juicio de Salvación Nacional" escrito en 1895 , y creía que "hoy, las leyes inmutables de China seguramente perecerán. Pero, ¿qué cambiará primero? Dijo: No se apresure a abolir escritura estereotipada". Yan Fu cree que el sistema de examen imperial tiene tres desventajas principales: "encarcelar la sabiduría", "mala mente" y "nutrir las manos", "hacer que el mundo pierda el tiempo en lugares inútiles y corromper las ambiciones en la ignorancia. Los ancianos son vanidosos y arrogantes".  Las mentes de las personas débiles, la parte superior no es suficiente para mantener al país, y la parte inferior no es suficiente para servir a los animales. Destruye los talentos y el país seguirá a los pobres y débiles ". Por lo tanto, Yan Fu abogó por que si no se cambiaran los exámenes imperiales y se aboliera la escritura estereotipada, el llamado entrenamiento militar y el comercio no serían más que palabras vacías. "¿Qué pasa? Si no hay talentos, los que cuentan cosas serán abandonados aunque sean promovidos".

## Estado y Derecho. Una comparación de los sistemas jurídicos de China y los países occidentales
Otro gran mérito de Yan Fu fue su tratamiento de una serie de temas relacionados con el Estado y el Derecho. En 1904-09 Yan Fu tradujo una de las obras más importantes de la filosofía occidental del derecho, el tratado de Montesquieu "Sobre el espíritu de las leyes", al que dotó de amplios comentarios, en la forma más completa que reflejaba su concepción jurídica. En general, sin embargo, había desarrollado este concepto mucho antes, como se desprende de sus artículos escritos en 1895.
En cuanto a la cuestión del origen del Estado y del Derecho, Yan Fu, al igual que Kang Yuwei y Tan Sutong, se adhiere a una de las variantes de la teoría del contrato social. En su obra "Refutación de Han Yu" escribió: 
La relación entre gobernante y súbditos surgió de la necesidad... El pueblo era incapaz de castigar los delitos, establecer medidas de volumen y peso para establecer la confianza entre las personas, construir murallas y fabricar armas para la autodefensa al mismo tiempo. Por lo tanto, se dividieron las tareas. El pueblo eligió a hombres justos y sabios y los nombró gobernantes... De ahí que surgieran gobernantes y funcionarios, castigos y ejércitos tras surgir la necesidad de proteger al pueblo. El pueblo empezó a necesitar protección porque había violencia, extorsión y calamidades.   La violencia, la extorsión y las calamidades se debían a que la cultura no se extendía y no todos seguían el bien. Así, los gobernantes existen porque existe el mal en el Reino Medio; su aparición no estuvo relacionada en absoluto con la aparición del bien en el Reino Medio.
El Estado surge de la división de funciones entre los seres humanos, dedicándose unos a la producción de bienes materiales y otros a la administración pública. La finalidad del Estado y del Derecho es servir a los intereses del pueblo. "Las enseñanzas políticas de Occidente dicen que el Estado es propiedad común del pueblo, y que los reyes, príncipes, generales y ministros son los servidores del Estado". El verdadero amo del Estado es el pueblo. Sin embargo, en China, desde la dinastía Qin, el gobernante y los funcionarios han roto el "contrato social" y han robado el Estado al pueblo. 
Cuando hubieron robado [el Estado], sintieron un temblor del alma, temiendo que el amo se diera cuenta y devolviera lo robado, y comenzaron a dictar leyes y órdenes tan numerosas [y espinosas] como las agujas de un erizo. En esencia, ocho o nueve décimas partes de estas leyes estaban destinadas a destruir las capacidades del pueblo, a malgastar su fuerza, a corromper su moral.  En esencia, ocho o nueve décimas partes de estas leyes tenían como objetivo arruinar las habilidades del pueblo, malgastar su fuerza y corromper su moral. El pueblo es el verdadero amo en el Imperio Celestial, así que es necesario hacerlo débil y estúpido, para que no piense en nada y sea incapaz de actuar, y entonces [el gobernante] podrá mantener los bienes robados en sus manos para siempre.
En lugar de servir a los intereses de todo el pueblo, el gobernante y los funcionarios obligaron al pueblo a servir a sus propios intereses. El Estado y la ley se han vuelto antipopulares. Todo el sistema de la ley china es contrario al principio de justicia y desvirtúa totalmente su propósito. Después de todo, su propósito es garantizar la libertad y la igualdad. Como escribió Yan Fu en su artículo "Sobre la fugacidad del cambio en el mundo": 
Infringir la libertad de otro es ir contra los principios de la naturaleza celestial y dañar el modo de vida humano; matar a la gente, mutilar a la gente y robar y dañar la propiedad de la gente son todas infracciones supremas de la libertad humana. Es por eso que ni siquiera el gobernante del Estado puede infringir la libertad humana, y todos los artículos y párrafos de su código penal deben establecerse [precisamente] para este [propósito] .
Idealmente, es decir, bajo un régimen democrático, "el pueblo cumple las obligaciones voluntariamente contraídas, no las impuestas desde arriba". Sin embargo, China aún no está preparada para ello. Por lo tanto, en esta etapa, todos los esfuerzos del Estado deben dirigirse a desarrollar la fuerza física, intelectual y moral del pueblo a fin de prepararlo para el autogobierno. Al mismo tiempo, en todas las demás esferas, con excepción del gobierno, el pueblo debe gozar de la máxima libertad}.
Yan Fu desarrolla todas estas ideas en obras posteriores, en particular en su comentario al tratado de Ch.-L. Montesquieu Sobre el espíritu de las leyes. Aquí también afirma que la finalidad del Estado y de la ley es servir a los intereses del pueblo. "En los Estados gobernados, las leyes se establecen en interés del pueblo y se ejecutan para su bien. En los estados caóticos (luan guo), las leyes se establecen en interés de las clases altas y se aplican para su beneficio personal. Puesto que las leyes actúan por los intereses personales de los supremacistas y no por el bien del pueblo, son contrarias a los principios celestiales y a la naturaleza humana (tian li zhen xing).". Este es el tipo de leyes que están en vigor en China.
Yan Fu señaló la estrecha relación entre el sistema político y el derecho, y sobre esta base explicó las diferencias entre los sistemas jurídicos de China y Occidente:
1. las fuentes del derecho son distintas: en Occidente, el derecho es establecido por un parlamento elegido por el pueblo o conjuntamente por el monarca y el pueblo (es decir, una monarquía constitucional), mientras que el derecho chino tiene como fuente los edictos y decretos del emperador;
2. el efecto de la ley no es el mismo: en Occidente, en un Estado único, las leyes son vinculantes tanto para el gobernante como para el pueblo; en China, las leyes sólo son vinculantes para el pueblo, y el monarca está por encima de la ley;
3. los principios rectores del Derecho son diferentes: en Occidente se respeta el principio de separación de los tres poderes; en China, los poderes legislativo, ejecutivo y judicial están concentrados en manos de una sola persona: el emperador;
4. El ámbito del Derecho no es el mismo: en Occidente existe una división en público y Derecho Privado; en China el Derecho público y el privado suelen estar mezclados, el civil y el Derecho Penal no están separados;
5. los objetivos básicos del Derecho son diferentes: en Occidente, el Derecho está concebido para garantizar la igualdad; en el Derecho chino, lo más importante son los "tres fundamentos" (san gan).[10]

Mientras que los tres primeros puntos no se refieren tanto a las diferencias entre China y Occidente como a las que existen entre el régimen despótico y el constitucional, los dos restantes ponen realmente de relieve la especificidad del sistema jurídico chino. Yan Fu, en su comentario sobre el tratado de Ch.-L. Montesquieu Sobre el espíritu de las leyes, llama la atención sobre la diferente interpretación del concepto de "ley" en China y en Occidente. El derecho del que se habla en Occidente incluye en muchos aspectos lo que en China se atribuye al funcionamiento de las reglas de la decencia ritual. En China existe una separación entre derecho ritual y derecho penal; en Occidente, el derecho abarca todos los ámbitos de la sociedad, y el derecho penal es una de sus partes constituyentes.
Siguiendo a Montesquieu, Yan Fu habla de tres tipos de Estado: república, monarquía constitucional y monarquía absoluta. En una república, el pueblo tiene el mayor poder, por lo que existe un gobierno verdaderamente democrático. Sin embargo, este sistema sólo es adecuado para Estados pequeños y no puede realizarse en China. Una monarquía constitucional es más adecuada para China. Yan Fu admira el sistema estatal existente en Inglaterra, que, en su opinión, hace realidad el principio de gobierno conjunto del soberano y el pueblo y satisface plenamente los intereses de la sociedad.  La ley aquí es vinculante para todos y el monarca no puede quebrantarla, por lo que una monarquía constitucional debería llamarse "monarquía legal" (yu fa zhi junzhu). Por el contrario, la monarquía absoluta debería denominarse "monarquía sin ley" (wu fa zhi jun). El monarca no está sujeto a ninguna restricción, los poderes legislativo, ejecutivo y judicial se concentran en las mismas manos, lo que abre muchas oportunidades para diversos abusos. Yan Fu critica severamente tal sistema estatal y al mismo tiempo critica el gobierno de la dinastía Qin y la doctrina del Legismoa, porque aunque durante la dinastía Qin concedieron gran importancia a la ley, pero al mismo tiempo el absolutismo alcanzó su punto más alto. Todo el sistema jurídico consistía únicamente en el derecho penal, cuyo objetivo era reprimir y esclavizar al pueblo. El monarca, por su parte, estaba por encima de la ley, su voluntad sustituía a la ley. Por tanto, en este caso, la ley no significaba más que despotismo.

## Obras traducidas

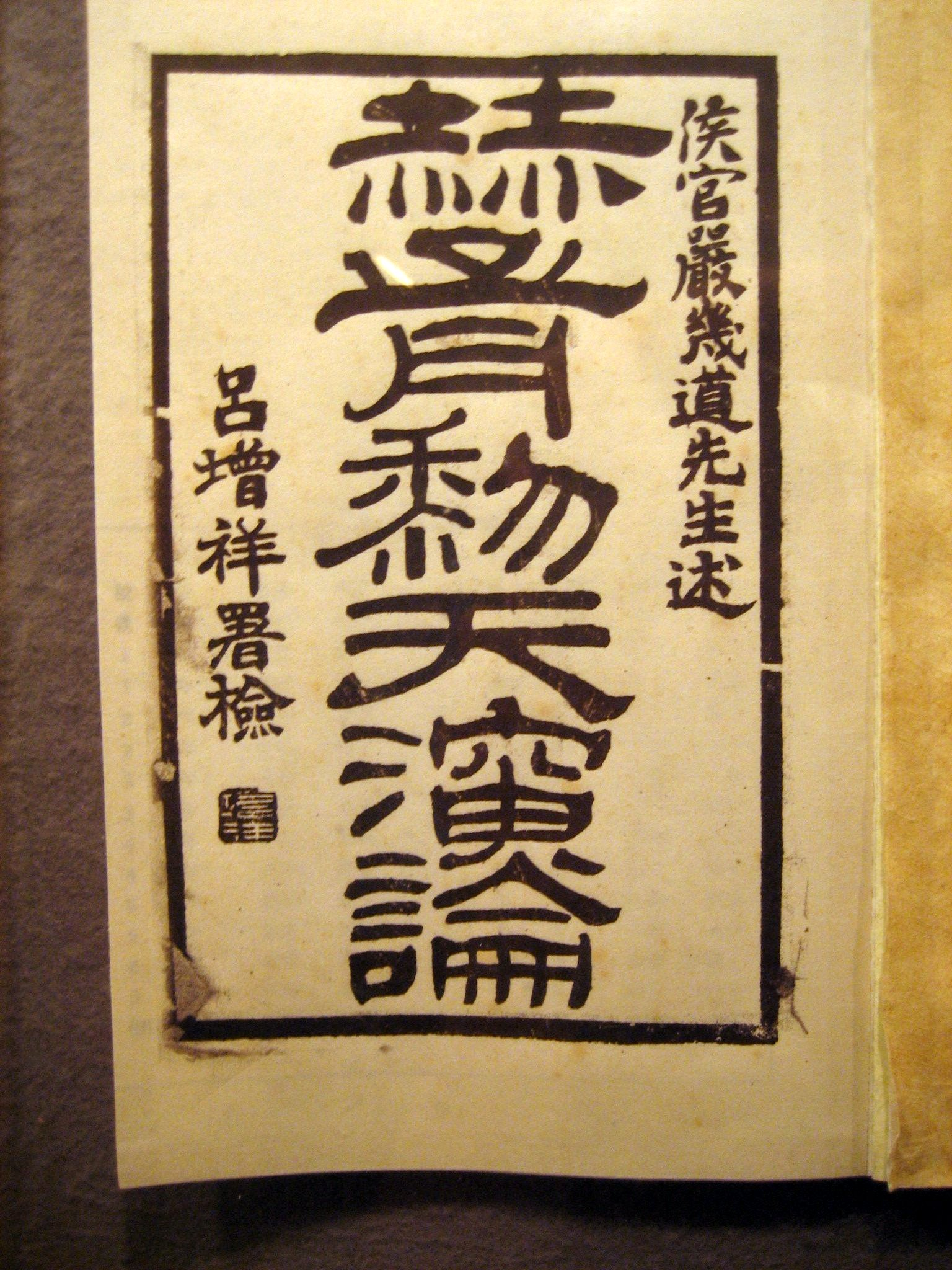
Traducción de Yan Fu de Evolución y Ética (1898)

Yan Fu fue uno de los eruditos más influyentes de su generación, ya que trabajó para introducir las ideas sociales, económicas y políticas de Occidente en China. Los esfuerzos de traducción anteriores se habían centrado principalmente en la religión y la tecnología. Yan Fu fue también uno de los primeros eruditos en tener experiencias personales en la cultura occidental, mientras que muchos eruditos anteriores eran estudiantes en Japón que luego traducían obras occidentales del japonés al chino. Yan Fu también desempeñó un importante papel en la estandarización de la terminología científica en China durante su etapa como jefe de la Oficina Estatal de Terminología.
En 1895 publicó Zhibao 直報, un periódico chino fundado en Tianjin por el alemán Constantin von Hannecken (1854-1925), que contiene varios de sus ensayos más famosos: 
- Lun shi bian zhi ji 論世變之亟 (Sobre la velocidad del cambio mundial)
- Yuan qiang 原強 (Sobre el origen de la fuerza)
- Pi Han 辟韓 (En refutación de Han Yu)
- Jiuwang jue lun 救亡決論 (Sobre nuestra salvación)

Más tarde, de 1898 a 1909, Yan Fu pasó a traducir las siguientes obras importantes del pensamiento liberal occidental:
- Evolución y ética de Thomas Henry Huxley como Tianyan lun 天演論 (Sobre la evolución) 1896-1898
- La riqueza de las naciones de Adam Smith como Yuan fu 原富 (Sobre la riqueza) 1901
- El estudio de la sociología de Herbert Spencer como Qunxue yiyan 群學肄言 (Un estudio de la sociología) 1903
- Sobre la libertad de John Stuart Mill como Qunji quanjie lun 群己權界論 (Sobre el límite entre el yo y el grupo) 1903
- Un sistema de lógica de John Stuart Mill como Mule mingxue 穆勒名學 (La lógica de Mill) 1903
- Historia de la política, de Edward Jenks, como Shehui tongquan 社會通詮 (Un relato completo de la sociedad) 1903
- El espíritu de las leyes de Montesquieu como Fayi 法意 (El sentido de las leyes) 1904-1909
- Primer of Logic de William Stanley Jevons como Mingxue qianshuo 名學淺說 (An Outline of Logic) 1909